# Luján

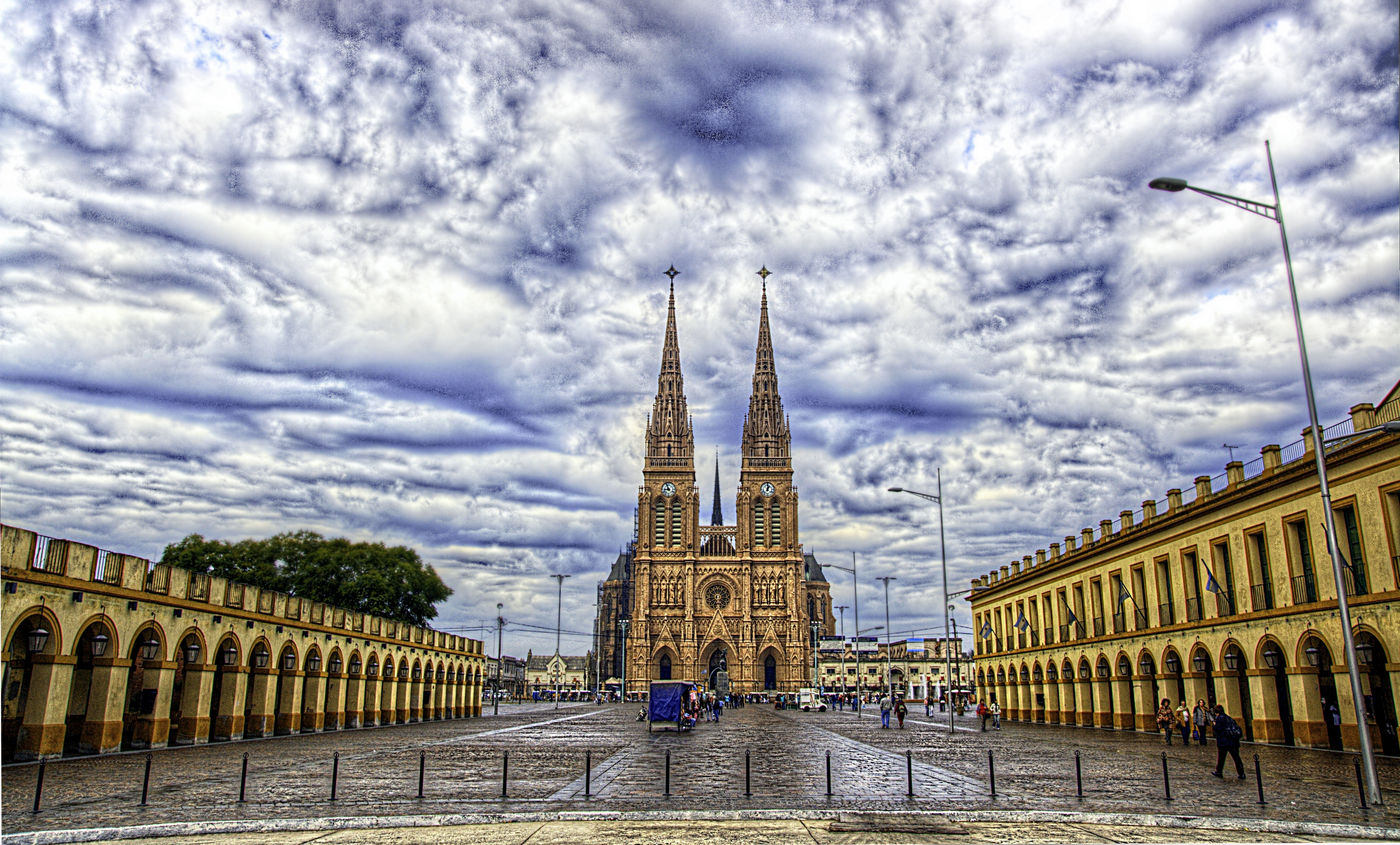
Die Basilika von Luján

Luján ist eine Stadt im östlichen Argentinien, gelegen in der Provinz Buenos Aires, 75 Kilometer westlich der Landeshauptstadt Buenos Aires. Es ist der bedeutendste Wallfahrtsort des Landes, die Stadt hat 67.266 Einwohner (2001).

## Lage
Luján liegt in der flachen Pampa-Ebene am Río Luján, der bei Tigre in den Río de la Plata mündet. Die Umgebung wird landwirtschaftlich genutzt.

## Geschichte

### Die Legende von Luján
Laut der Überlieferung bestellte sich der in der Provinz Santiago del Estero wohnhafte Portugiese Antonio Faria Saá 1630 eine Marienstatue aus Brasilien. Der Transportkonvoi machte bei seiner Reise von Buenos Aires aus nach Norden Halt in einer Gegend etwa 40 Kilometer östlich von Luján. Als die Reise fortgesetzt werden sollte, blieb der Karren, in dem sich die Marienstatue befand, in der Erde stecken und bewegte sich nicht weiter. Als man das Paket mit der Statue herunternahm, konnte man den Karren leicht weiterbewegen. Man sah dies als Zeichen Gottes an, dass die Statue an diesem Ort bleiben sollte, und übergab sie daher an den Inhaber des Feldes, der ihr eine Kapelle errichtete, die alsbald von Pilgern besucht wurde. Ein von Kap Verde stammender junger Sklave namens Manuel wurde ihr erster Priester.
Als 1663 ein neuer Fahrweg nach Westen (die heutige Ruta Nacional 7, die durch Luján führt) eingeweiht wurde, blieb die Gegend, in der die Kapelle stand, weit abseits des Verkehrs. Als die Kapelle daraufhin immer weniger besucht wurde und immer weiter heruntergekommen war, bot 1671 eine Frau aus dem Ort Arbol Solo, dem heutigen Luján, an, eine Kapelle dort zu errichten. Laut der Legende verschwand die Statue jedoch dreimal unerklärlicherweise und erschien wieder in der alten Kapelle. Erst als man der Statue Prozessionen und Messen widmete und zuletzt auch den Sklaven Manuel kaufte und als Pfarrer einsetzte, blieb sie angeblich am neuen Ort.

### Entwicklung der Stadt Luján bis heute
1685 wurde schließlich die erste Kapelle in Luján errichtet. Der Pilgerstrom nahm immer weiter zu, so dass man 1748 eine größere Kirche baute. Nach der Unabhängigkeit wuchs die Stadt, die zwischenzeitlich auch militärisch im Krieg gegen die Indianer wichtig geworden war, immer weiter an, dasselbe passierte mit dem Pilgerstrom. 1864 wurde die Stadt ans Eisenbahnnetz angebunden. Zwischen 1887 und 1930 wurde schließlich die heutige Kirche gebaut. Seitdem ist Luján der bedeutendste Pilgerort Argentiniens, jedes Jahr im Oktober gibt es einen Pilgermarsch aus Buenos Aires nach Luján, der mitunter Zehntausende zählt. Auch aus anderen Städten gibt es inzwischen – weniger massive – Pilgermärsche. Zudem gibt es im November einen Pilgermarsch in Pferdewagen von Luján aus in die ebenfalls als Wallfahrtsort bekannte Industriestadt San Nicolás de los Arroyos.

## Sehenswürdigkeiten

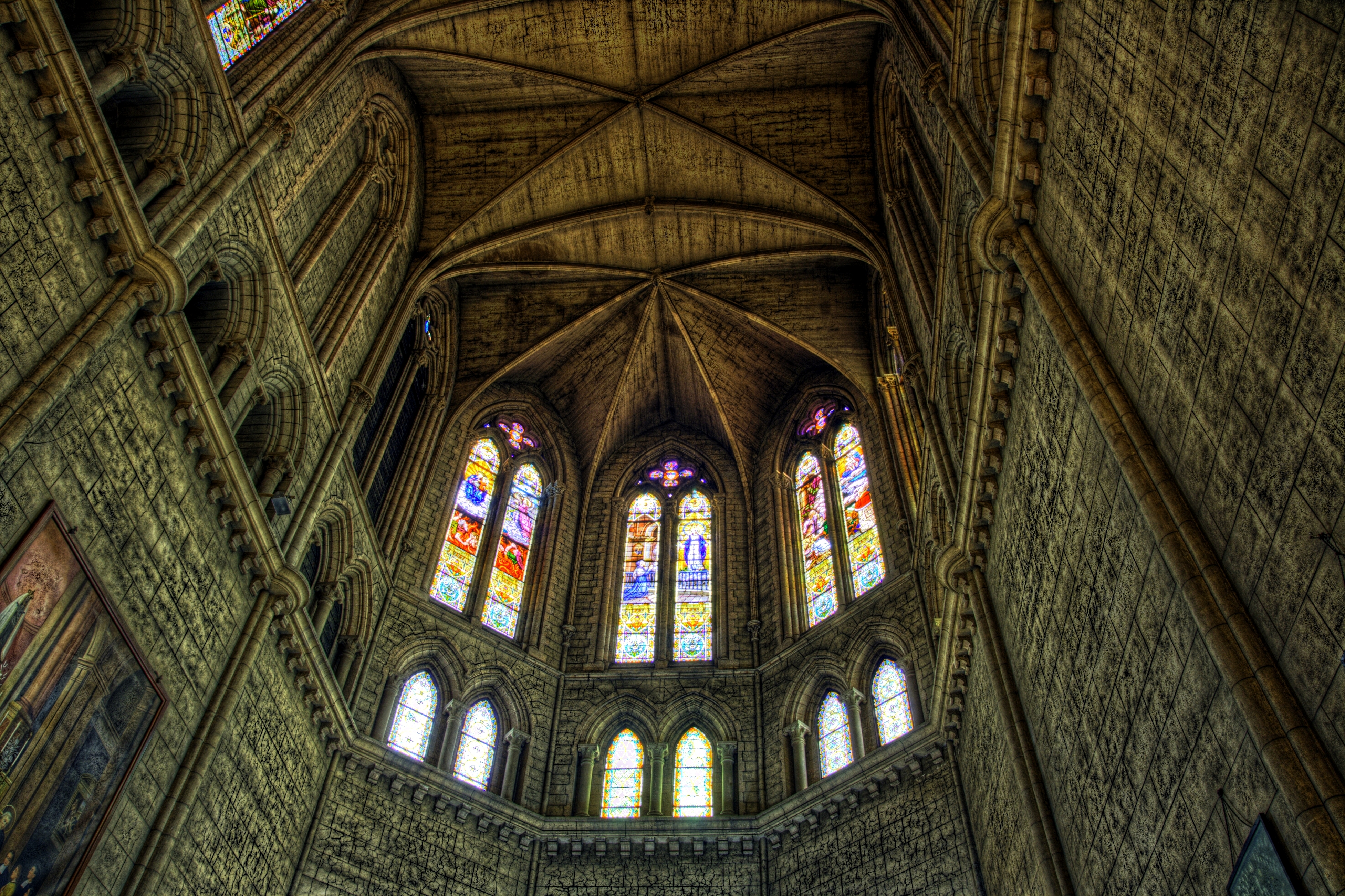
Die Basilika von Luján

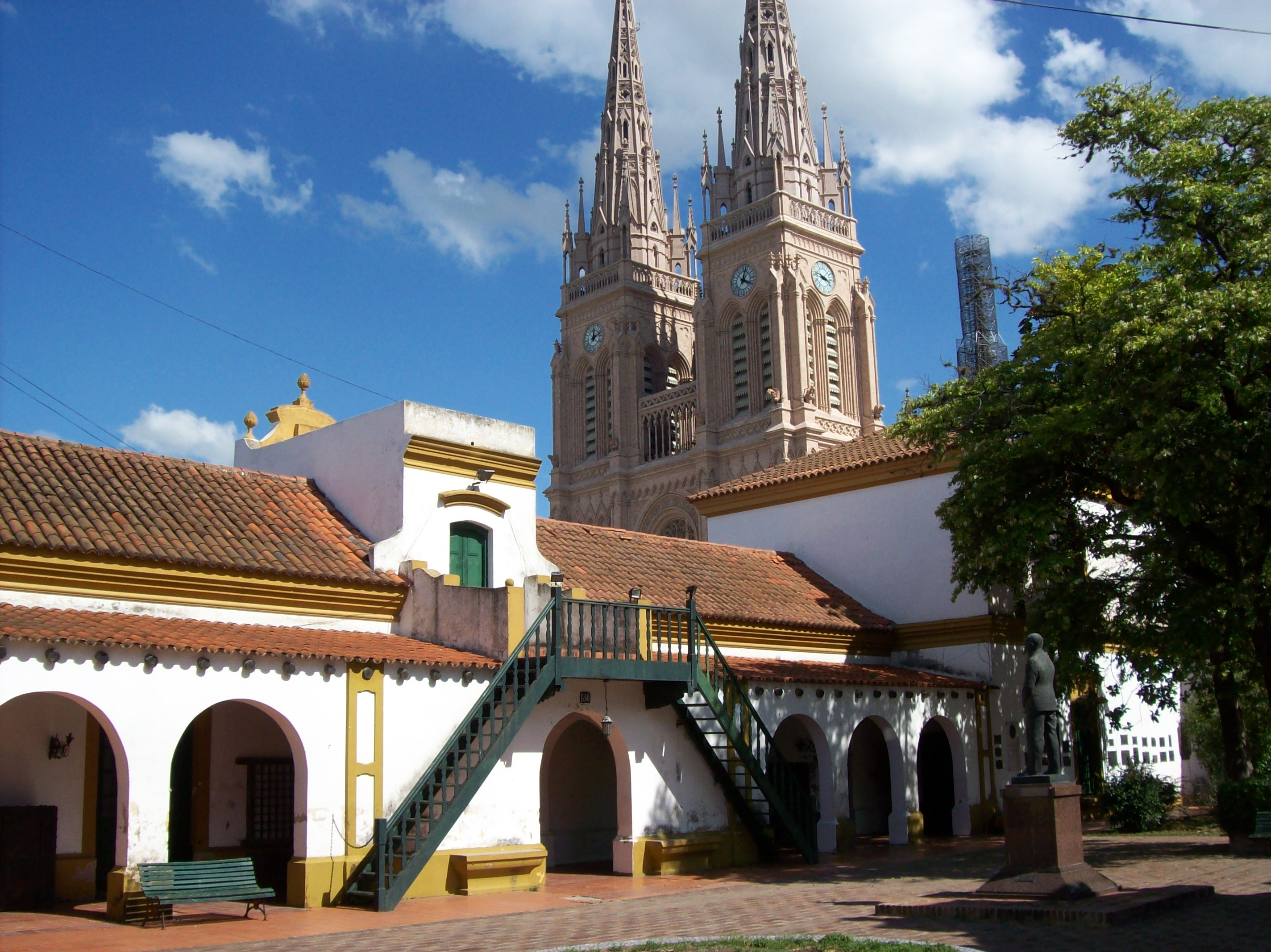
Das Historische Kolonialmuseum

Die Basilika von Luján im neogotischen Stil, 1930 eingeweiht ist das größte und wichtigste Bauwerk der Stadt. Das Historische Kolonialmuseum besteht aus zwei Bauten aus der Kolonialzeit – dem Haus des Vizekönigs und dem Cabildo – und beherbergt Zeitzeugnisse hauptsächlich aus der Zeit zwischen 1770 und 1816, aber auch aus späteren Epochen. Das Transportmuseum ist das bedeutendste des Landes, es beherbergt unter anderem mehrere Kutschen und die erste Lokomotive Argentiniens.

## Wirtschaft
Neben den Dienstleistungen für Pilger ist Luján auch das Zentrum der reichen landwirtschaftlichen Gegend der Umgebung und besitzt daher auch etwas Industrie, vornehmlich Agrarindustrie.

## Städtepartnerschaften
- Colonia del Sacramento, Uruguay, seit 2003
- Marshfield, Wisconsin, USA
- San Demetrio Corone, Italien, seit dem 22. August 1995

## Söhne und Töchter der Stadt
- Florentino Ameghino (1853–1911), Naturforscher, Zoologe, Paläontologe, Geologe und Anthropologe
- Carlos Suffern (1901–1991), Komponist
- Rubén Héctor di Monte (1932–2016), Erzbischof von Mercedes-Luján
- Pedro Troglio (* 1965), Fußballspieler und -trainer
- Diego Mesaglio (* 1984), Schauspieler
- Nathy Peluso (* 1995), spanische Rapperin und Sängerin
- Sofía Toccalino (* 1997), Hockeyspielerin